# Барон Колридж

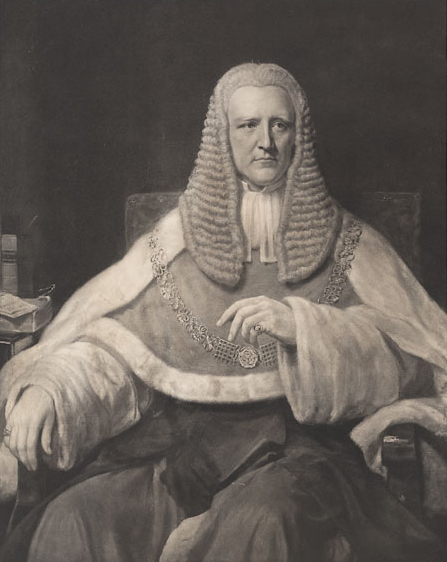
Джон Дюк Колридж, 1-й барон Колридж (1821—1894)

Барон Колридж из Оттери Сент-Мэри в графстве Девоншир — наследственный титул в системе Пэрства Соединенного Королевства. Он был создан 10 января 1874 года для известного адвоката, судьи и либеральная политика, сэра Джона Колриджа (1821—1894). Он заседал в Палате общин от Эксетера (1865—1873), занимал должности генерального солиситора (1868—1871), генерального атторнея (1871—1873), главного судьи суда общегражданских исков (1873—1880) и лорда главного судьи Англии (1880—1894). Его сын, Бернард Джон Сеймур Колридж, 2-й барон Колридж (1851—1927), представлял Шеффилд Аттерклифф в Палате общин (1885—1894) и служил судьёй Высокого суда Англии. 
По состоянию на 2024 год носителем баронского титула являлся правнук последнего, Уильям Дьюк Колридж, 5-й барон Колридж (род. 1937), который стал преемником своего отца в 1984 году.
Первый барон Колридж был сыном судьи сэра Джона Тейлора Колриджа (1790—1876) и внучатым племянником поэта Сэмюэла Тейлора Колриджа (1772—1834).
Семейная резиденция баронов Колридж — Чантер-хаус в городе Оттери Сент-Мэри. В октябре 2006 года из-за роста затрат на содержание имущества дом был выставлен на аукционные торги.

## Бароны Колридж (1874)
- 1874—1894: Джон Дьюк Колридж, 1-й барон Колридж (3 декабря 1821 — 14 июня 1894), старший сын Джона Тейлора Колриджа (1790—1876)[1];
- 1894—1927: Бернард Джон Сеймур Колридж, 2-й барон Кольридж (19 августа 1851 — 4 сентября 1927), старший сын предыдущего[2];
- 1927—1955: Джеффри Дьюк Колридж, 3-й барон Колридж (23 июля 1877 — 27 марта 1955), единственный сын предыдущего[3];
- 1955—1984: капитан Королевских ВМФ Ричард Дьюк Колридж, 4-й барон Колридж[англ.] (24 сентября 1905 — 20 мая 1984), старший сын предыдущего[4];
- 1984 — настоящее время: майор Уильям Дьюк Колридж, 5-й барон Колридж (род. 18 июня 1937), старший сын предыдущего[5];
  - Наследник титула: достопочтенный Джеймс Дьюк Колридж (род. 5 июня 1967), единственный сын предыдущего от первого брака[6].

## Герб

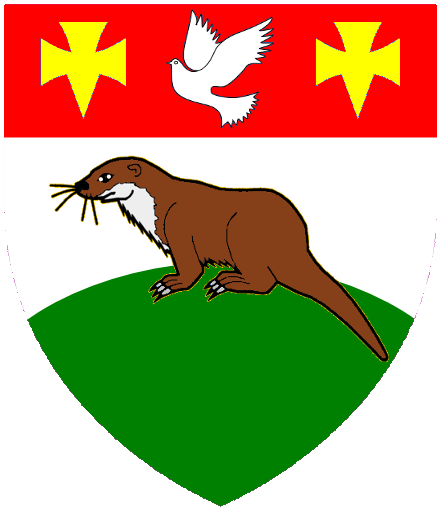